# Lista de ministros da Agricultura de Portugal

Bandeira de ministro de Portugal.

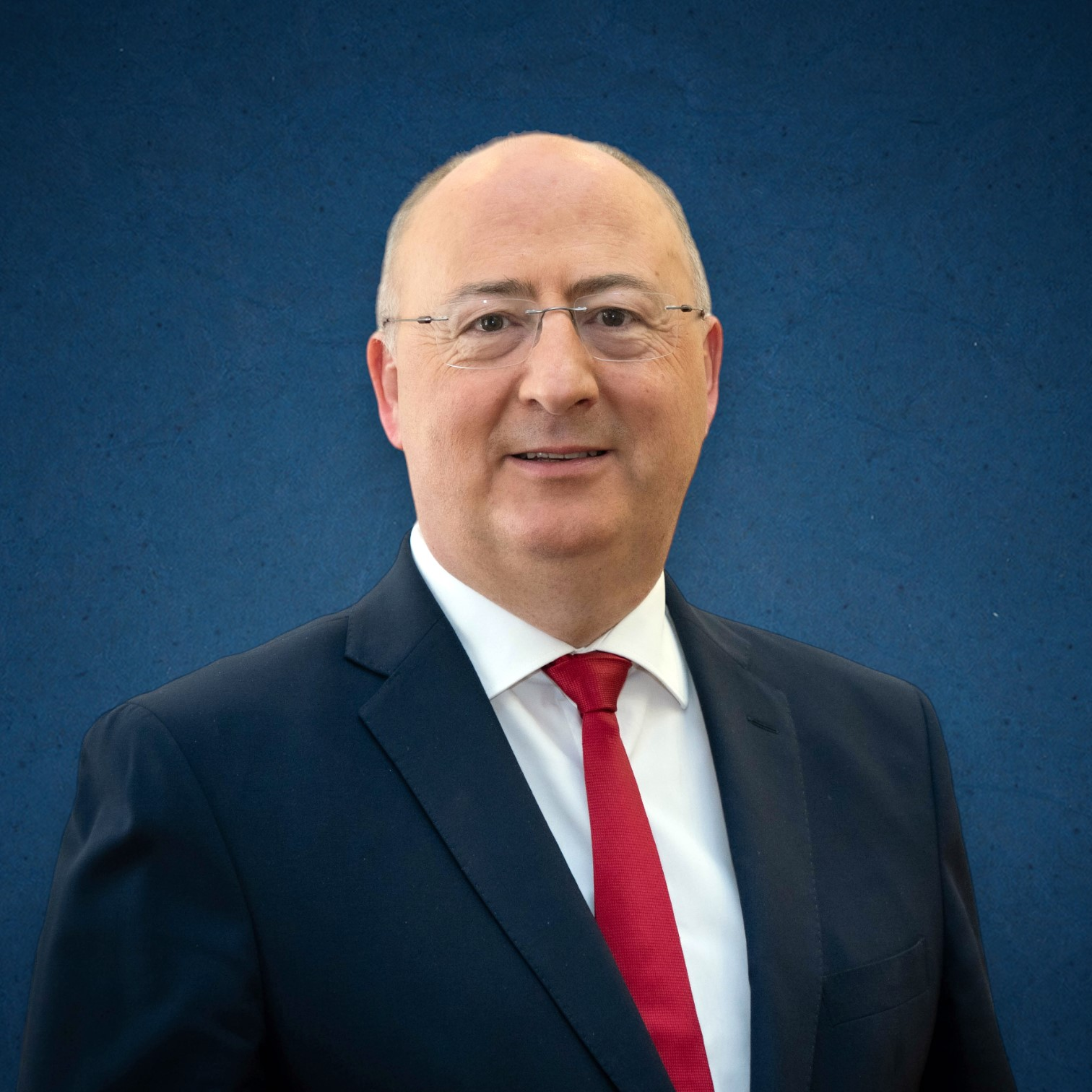
José Manuel Fernandes, atual ministro da Agricultura e Mar.

Esta é uma lista de ministros detentores da pasta da Agricultura em Portugal, entre a criação do Ministério da Agricultura a 9 de março de 1918 e a atualidade.
A lista cobre a Primeira República (1910–1926), o período ditatorial da Ditadura Militar, Ditadura Nacional e Estado Novo (1926–1974) e o atual período democrático (1974–atualidade).

## Designação
Entre 1918 e a atualidade, o cargo de ministro da Agricultura teve as seguintes designações:
- Ministro da Agricultura — designação usada entre 9 de março de 1918 e 5 de julho de 1932
- Ministro do Comércio, Indústria e Agricultura — designação usada entre 5 de julho de 1932 e 24 de julho de 1933;
- Ministro da Agricultura — designação usada entre 24 de julho de 1933 e 28 de agosto de 1940;
- integrado no Ministério da Economia — entre 28 de agosto de 1940 e 15 de março de 1974;
- Ministro da Agricultura e Comércio — designação usada entre 15 de março de 1974 e 16 de maio de 1974;
- integrado no Ministério da Coordenação Económica — entre 16 de maio de 1974 e 17 de julho de 1974;
- integrado no Ministério da Economia — entre 17 de julho de 1974 e 26 de março de 1975
- Ministro da Agricultura e Pescas — designação usada entre 26 de março de 1975 e 4 de setembro de 1981;
- Ministro da Agricultura, Comércio e Pescas — designação usada entre 4 de setembro de 1981 e 9 de junho de 1983;
- Ministro da Agricultura, Florestas e Alimentação — designação usada entre 9 de junho de 1983 e 17 de outubro de 1984;
- Ministro da Agricultura — designação usada entre 17 de outubro de 1984 e 6 de novembro de 1985;
- Ministro da Agricultura, Pescas e Alimentação — designação usada entre 6 de novembro de 1985 e 31 de outubro de 1991;
- Ministro da Agricultura — designação usada entre 31 de outubro de 1991 e 28 de outubro de 1995;
- Ministro da Agricultura, do Desenvolvimento Rural e das Pescas — designação usada entre 28 de outubro de 1995 e 17 de julho de 2004;
- Ministro da Agricultura, Pescas e Florestas — designação usada entre 17 de julho de 2004 e 12 de março de 2005;
- Ministro da Agricultura, do Desenvolvimento Rural e das Pescas — designação usada entre 12 de março de 2005 e 21 de junho de 2011;
- Ministro da Agricultura, do Mar, do Ambiente e do Ordenamento do Território — designação usada entre 21 de junho de 2011 e 24 de julho de 2013;
- Ministro da Agricultura e do Mar — designação usada entre 24 de julho de 2013 e 26 de novembro de 2015;
- Ministro da Agricultura, Florestas e Desenvolvimento Rural — designação usada entre 26 de novembro de 2015 e 26 de outubro de 2019;
- Ministro da Agricultura — designação usada entre 26 de outubro de 2019 e 30 de março de 2022;
- Ministro da Agricultura e da Alimentação — designação usada entre 30 de março de 2022 e 2 de abril de 2024;
- Ministro da Agricultura e Pescas — designação usada entre 2 de abril de 2024 e 5 de junho de 2025;
- Ministro da Agricultura e Mar — designação usada desde 5 de junho de 2025.

## Numeração
Para efeitos de contagem, regra geral, não contam os ministros interinos em substituição de um ministro vivo e em funções. Já nos casos em que o cargo é ocupado interinamente, mas não havendo um ministro efetivamente em funções, o ministro interino conta para a numeração. Os casos em que o ministro não chega a tomar posse não são contabilizados. Os períodos em que o cargo foi ocupado por órgãos coletivos também não contam na numeração desta lista.
São contabilizados os períodos em que o ministro esteve no cargo ininterruptamente, não contando se este serve mais do que um mandato consecutivo, e não contando ministros provisórios durante os respetivos mandatos. Ministros que sirvam em períodos distintos são, obviamente, distinguidos numericamente. No caso de João Luís Ricardo e de José Domingues dos Santos (respetivamente, ministro da Agricultura e ministro interino em substituição do primeiro), cujos mandatos são interrompidos pelo do não empossado Afonso Pinto Veloso, sendo reconduzidos nos cargos no próprio dia, contam apenas como uma passagem pelo ministério.

## Lista
Legenda de cores

(para partidos e correntes políticas)
| Primeira República (1911–1926)           | |                         |                         |                         |         |                                                                                   |
| #                                        | Ministro da Agricultura (Nascimento–Morte) | Retrato                 | Início do mandato       | Fim do mandato          | Governo | Governo                                                                           |
| República Nova (1917–1918)               | |                         |                         |                         |         |                                                                                   |
| 1                                        | Eduardo Fernandes de Oliveira (1882–1943) |                         | 9 de março de 1918      | 15 de maio de 1918      |         | XV Pais                                                                           |
| #                                        | Secretário de Estado da Agricultura (Nascimento–Morte) | Retrato                 | Início do mandato       | Fim do mandato          | Governo | Governo                                                                           |
| –                                        | Eduardo Fernandes de Oliveira (continuação) (1882–1943) |                         | 15 de maio de 1918      | 16 de dezembro de 1918  |         | XVI Pais (até 14 dez. 1918) Canto e Castro (desde 15 dez. 1918)                   |
| #                                        | Ministro da Agricultura (Nascimento–Morte) | Retrato                 | Início do mandato       | Fim do mandato          | Governo | Governo                                                                           |
| –                                        | Eduardo Fernandes de Oliveira (continuação) (1882–1943) |                         | 16 de dezembro de 1918  | 23 de dezembro de 1918  |         | XVI Canto e Castro                                                                |
| Governos Constitucionais (1918–1926)     | |                         |                         |                         |         |                                                                                   |
| –                                        | Eduardo Fernandes de Oliveira (continuação) (1882–1943) |                         | 23 de dezembro de 1918  | 27 de janeiro de 1919   |         | XVII Tamagnini Barbosa                                                            |
| –                                        | Eduardo Fernandes de Oliveira (continuação) (1882–1943) | XVIII Tamagnini Barbosa | 23 de dezembro de 1918  | 27 de janeiro de 1919   |         |                                                                                   |
| 2                                        | Jorge de Vasconcelos Nunes (1878–1936) |                         | 27 de janeiro de 1919   | 30 de março de 1919     |         | XIX Relvas                                                                        |
| 2                                        | Jorge de Vasconcelos Nunes (1878–1936) | XX Pereira              | 27 de janeiro de 1919   | 30 de março de 1919     |         |                                                                                   |
| 3                                        | César Justino de Lima Alves (1866–1942) |                         | 29 de junho de 1919     | 3 de janeiro de 1920    |         | XXI Sá Cardoso                                                                    |
| –                                        | João Luís Ricardo da Silva (não empossado) (1875–1929) |                         | 3 de janeiro de 1920    | 15 de janeiro de 1920   |         | XXI Sá Cardoso                                                                    |
| 4                                        | José Domingues dos Santos (interino) (1887–1958) |                         | 3 de janeiro de 1920    | 15 de janeiro de 1920   |         | XXI Sá Cardoso                                                                    |
| –                                        | Afonso de Melo Pinto Veloso (interino; não empossado) (1878–1968) |                         | 15 de janeiro de 1920   | 15 de janeiro de 1920   |         | XXII Fernandes Costa (não empossado)                                              |
| –                                        | João Luís Ricardo da Silva (reconduzido; não empossado) (1875–1929) |                         | 15 de janeiro de 1920   | 21 de janeiro de 1920   |         | XXI Sá Cardoso                                                                    |
| –                                        | José Domingues dos Santos (reconduzido; interino) (1887–1958) |                         | 15 de janeiro de 1920   | 21 de janeiro de 1920   |         | XXI Sá Cardoso                                                                    |
| 5                                        | Álvaro de Lacerda (1877–1943) |                         | 21 de janeiro de 1920   | 23 de janeiro de 1920   |         | XXIII Pereira                                                                     |
| –                                        | Jorge de Vasconcelos Nunes (interino) (1878–1936) |                         | 23 de janeiro de 1920   | 27 de janeiro de 1920   |         | XXIII Pereira                                                                     |
| 6                                        | Joaquim António de Melo e Castro Ribeiro (1882–1953) |                         | 27 de janeiro de 1920   | 8 de março de 1920      |         | XXIII Pereira                                                                     |
| 7                                        | João Luís Ricardo da Silva (1875–1929) |                         | 8 de março de 1920      | 26 de junho de 1920     |         | XXIV Baptista (até 6 jun. 1920) Ramos Preto (desde 6 jun. 1920)                   |
| 8                                        | João Gonçalves (1874–1956) |                         | 26 de junho de 1920     | 19 de julho de 1920     |         | XXV Silva                                                                         |
| 9                                        | António Joaquim Granjo (1881–1921) |                         | 19 de julho de 1920     | 20 de novembro de 1920  |         | XXVI Granjo                                                                       |
| 10                                       | José Maria Álvares (1875–1940) |                         | 20 de novembro de 1920  | 30 de novembro de 1920  |         | XXVII A. Castro                                                                   |
| 11                                       | João Gonçalves (2.ª vez) (1874–1956) |                         | 30 de novembro de 1920  | 2 de março de 1921      |         | XXVIII Pinto                                                                      |
| 12                                       | Bernardino Luís Machado Guimarães (interino) (1851–1944) |                         | 2 de março de 1921      | 4 de maio de 1921       |         | XXIX Machado                                                                      |
| 13                                       | Albano Augusto de Portugal Durão (1871–1925) |                         | 4 de maio de 1921       | 19 de maio de 1921      |         | XXIX Machado                                                                      |
| 14                                       | Bernardino Luís Machado Guimarães (2.ª vez; interino) (1851–1944) |                         | 19 de maio de 1921      | 23 de maio de 1921      |         | XXIX Machado                                                                      |
| 15                                       | Tomé José de Barros Queirós (interino) (1872–1926) |                         | 23 de maio de 1921      | 24 de maio de 1921      |         | XXX Barros Queirós                                                                |
| 16                                       | Manuel de Sousa da Câmara (1871–1955) |                         | 24 de maio de 1921      | 30 de agosto de 1921    |         | XXX Barros Queirós                                                                |
| 17                                       | Francisco José de Meneses Fernandes Costa (interino) (1857–1925) |                         | 30 de agosto de 1921    | 3 de setembro de 1921   |         | XXXI Granjo                                                                       |
| 18                                       | António Lobo Aboim Inglês (1860–1941) |                         | 3 de setembro de 1921   | 19 de outubro de 1921   |         | XXXI Granjo                                                                       |
| 19                                       | Antão Fernandes de Carvalho (1871–1948) |                         | 19 de outubro de 1921   | 16 de dezembro de 1921  |         | XXXII Coelho                                                                      |
| 19                                       | Antão Fernandes de Carvalho (1871–1948) | XXXIII Maia Pinto       | 19 de outubro de 1921   | 16 de dezembro de 1921  |         |                                                                                   |
| 20                                       | Mariano Martins (1880–1943) |                         | 16 de dezembro de 1921  | 6 de fevereiro de 1922  |         | XXXIV Cunha Leal                                                                  |
| 21                                       | Ernesto Júlio Navarro (1876–1938) |                         | 6 de fevereiro de 1922  | 30 de novembro de 1922  |         | XXXV Silva                                                                        |
| 22                                       | António Maria da Silva (interino) (1872–1950) |                         | 30 de novembro de 1922  | 9 de janeiro de 1923    |         | XXXVI Silva                                                                       |
| 22                                       | António Maria da Silva (interino) (1872–1950) | XXXVII Silva            | 30 de novembro de 1922  | 9 de janeiro de 1923    |         |                                                                                   |
| 23                                       | Abel Fontoura da Costa (1869–1940) |                         | 9 de janeiro de 1923    | 30 de abril de 1923     |         |                                                                                   |
| –                                        | João Teixeira de Queirós Vaz Guedes (interino) (1871–1926) |                         | 30 de abril de 1923     | 8 de maio de 1923       |         |                                                                                   |
| –                                        | Abel Fontoura da Costa (continuação) (1869–1940) |                         | 8 de maio de 1923       | 13 de agosto de 1923    |         |                                                                                   |
| 24                                       | Joaquim António de Melo e Castro Ribeiro (2.ª vez) (1882–1953) |                         | 13 de agosto de 1923    | 15 de novembro de 1923  |         |                                                                                   |
| 25                                       | Alexandre José Botelho de Vasconcelos e Sá (1897–1929) |                         | 15 de novembro de 1923  | 18 de dezembro de 1923  |         | XXXVIII Ginestal Machado                                                          |
| 26                                       | António Joaquim Ferreira da Fonseca (interino) (1887–1937) |                         | 18 de dezembro de 1923  | 24 de dezembro de 1923  |         | XXXIX A. Castro                                                                   |
| 27                                       | Mário de Azevedo Gomes (1885–1965) |                         | 24 de dezembro de 1923  | 28 de fevereiro de 1924 |         | XXXIX A. Castro                                                                   |
| 28                                       | Joaquim António de Melo e Castro Ribeiro (3.ª vez) (1882–1953) |                         | 28 de fevereiro de 1924 | 6 de julho de 1924      |         | XXXIX A. Castro                                                                   |
| 29                                       | Alfredo Rodrigues Gaspar (interino) (1865–1938) |                         | 6 de julho de 1924      | 22 de julho de 1924     |         | XL Rodrigues Gaspar                                                               |
| 30                                       | António Alberto Torres Garcia (1889–1937) |                         | 22 de julho de 1924     | 22 de novembro de 1924  |         | XL Rodrigues Gaspar                                                               |
| 31                                       | Ezequiel Pereira de Campos (1874–1965) |                         | 22 de novembro de 1924  | 15 de fevereiro de 1925 |         | XLI Domingues dos Santos                                                          |
| 32                                       | Francisco Coelho do Amaral Reis (1873–1938) |                         | 15 de fevereiro de 1925 | 1 de julho de 1925      |         | XLII Guimarães                                                                    |
| 33                                       | António Alberto Torres Garcia (2.ª vez) (1889–1937) |                         | 1 de julho de 1925      | 1 de agosto de 1925     |         | XLIII Silva                                                                       |
| 34                                       | Manuel Gaspar de Lemos (1887–1967) |                         | 1 de agosto de 1925     | 17 de dezembro de 1925  |         | XLIV Pereira                                                                      |
| 35                                       | António Alberto Torres Garcia (3.ª vez) (1889–1937) |                         | 17 de dezembro de 1925  | 29 de maio de 1926      |         | XLV Silva                                                                         |
| Segunda República (1926–1974)            | |                         |                         |                         |         |                                                                                   |
| #                                        | Ministro do Comércio e Comunicações (Nascimento–Morte) | Retrato                 | Início do mandato       | Fim do mandato          | Governo | Governo                                                                           |
| Ditadura Militar (1926–1928)             | |                         |                         |                         |         |                                                                                   |
| –                                        | Junta de Salvação Pública composta por: José Mendes Cabeçadas Júnior (Presidente) Armando Humberto da Gama Ochôa Jaime Pereira Rodrigues Baptista Carlos de Jesus Vilhena                                                                       |                         | 29 de maio de 1926      | 30 de maio de 1926      |         | ——                                                                                |
| 36                                       | José Mendes Cabeçadas Júnior (interino) (1883–1965) |                         | 30 de maio de 1926      | 1 de junho de 1926      |         | I Mendes Cabeçadas                                                                |
| –                                        | Manuel de Oliveira Gomes da Costa (não empossado) (1863–1929) |                         | 1 de junho de 1926      | 3 de junho de 1926      |         | I Mendes Cabeçadas                                                                |
| –                                        | Ezequiel Pereira de Campos (não empossado) (1874–1965) |                         | 3 de junho de 1926      | 5 de junho de 1926      |         | I Mendes Cabeçadas                                                                |
| 37                                       | Felisberto Alves Pedrosa (1862–1937) |                         | 5 de junho de 1926      | 18 de abril de 1928     |         | I Mendes Cabeçadas                                                                |
| 37                                       | Felisberto Alves Pedrosa (1862–1937) | II Gomes da Costa       | 5 de junho de 1926      | 18 de abril de 1928     |         |                                                                                   |
| 37                                       | Felisberto Alves Pedrosa (1862–1937) | III Carmona             | 5 de junho de 1926      | 18 de abril de 1928     |         |                                                                                   |
| Ditadura Nacional (1928–1933)            | |                         |                         |                         |         |                                                                                   |
| 38                                       | Joaquim Nunes Mexia (1870–1941) |                         | 18 de abril de 1928     | 7 de julho de 1928      |         | IV Freitas                                                                        |
| 39                                       | Joaquim Mendes do Amaral (1889–1961) |                         | 7 de julho de 1928      | 16 de julho de 1928     |         | IV Freitas                                                                        |
| –                                        | José Dias de Araújo Correia (interino) (1894–1978) |                         | 16 de julho de 1928     | 18 de julho de 1928     |         | IV Freitas                                                                        |
| –                                        | Joaquim Mendes do Amaral (continuação) (1889–1961) |                         | 18 de julho de 1928     | 10 de novembro de 1928  |         | IV Freitas                                                                        |
| 40                                       | Pedro de Castro Pinto Bravo (1877–1948) |                         | 10 de novembro de 1928  | 8 de julho de 1929      |         | V Freitas                                                                         |
| 41                                       | Henrique Linhares de Lima (1876–1953) |                         | 8 de julho de 1929      | 5 de julho de 1932      |         | VI Ivens Ferraz                                                                   |
| 41                                       | Henrique Linhares de Lima (1876–1953) | VII Oliveira            | 8 de julho de 1929      | 5 de julho de 1932      |         |                                                                                   |
| #                                        | Ministro do Comércio, Indústria e Agricultura (Nascimento–Morte) | Retrato                 | Início do mandato       | Fim do mandato          | Governo | Governo                                                                           |
| 42                                       | Sebastião Garcia Ramires (1898–1972) |                         | 5 de julho de 1932      | 11 de abril de 1933     |         | VIII Oliveira Salazar                                                             |
| Estado Novo (1933–1974)                  | |                         |                         |                         |         |                                                                                   |
| –                                        | Sebastião Garcia Ramires (continuação) (1898–1972) |                         | 11 de abril de 1933     | 24 de julho de 1933     |         | I Oliveira Salazar                                                                |
| #                                        | Ministro da Agricultura (Nascimento–Morte) | Retrato                 | Início do mandato       | Fim do mandato          |         | I Oliveira Salazar                                                                |
| 43                                       | Leovigildo Queimado Franco de Sousa (1892–1968) |                         | 24 de julho de 1933     | 23 de outubro de 1934   |         | I Oliveira Salazar                                                                |
| 44                                       | Rafael da Silva Neves Duque (1893–1969) |                         | 23 de outubro de 1934   | 28 de agosto de 1940    |         | I Oliveira Salazar                                                                |
| 44                                       | Rafael da Silva Neves Duque (1893–1969) | II Oliveira Salazar     | 23 de outubro de 1934   | 28 de agosto de 1940    |         |                                                                                   |
| #                                        | Pasta da Agricultura | Retrato                 | Início do mandato       | Fim do mandato          | Governo | Governo                                                                           |
| –                                        | Serviços integrados no Ministério da Economia (ver: Lista de ministros da Economia de Portugal) |                         | 28 de agosto de 1940    | 15 de março de 1974     | ——      | ——                                                                                |
| #                                        | Ministro da Agricultura e Comércio (Nascimento–Morte) | Retrato                 | Início do mandato       | Fim do mandato          | Governo | Governo                                                                           |
| 45                                       | João Mota Pereira de Campos (1927–2021) |                         | 15 de março de 1974     | 25 de abril de 1974     |         | III Caetano                                                                       |
| Terceira República (1974–presente)       | |                         |                         |                         |         |                                                                                   |
| #                                        | Ministro da Agricultura e Comércio (Nascimento–Morte) | Retrato                 | Início do mandato       | Fim do mandato          | Governo | Governo                                                                           |
| Junta de Salvação Nacional (1974)        | |                         |                         |                         |         |                                                                                   |
| –                                        | Junta de Salvação Nacional composta por: António Sebastião Ribeiro de Spínola (Presidente) Francisco da Costa Gomes Jaime Silvério Marques Manuel Diogo Neto Carlos Galvão de Melo José Baptista Pinheiro de Azevedo António Alva Rosa Coutinho |                         | 25 de abril de 1974     | 16 de maio de 1974      |         | ——                                                                                |
| #                                        | Pasta da Agricultura | Retrato                 | Início do mandato       | Fim do mandato          | Governo | Governo                                                                           |
| Governos Provisórios (1974–1976)         | |                         |                         |                         |         |                                                                                   |
| –                                        | Serviços integrados no Ministério da Coordenação Económica (ver: Lista de ministros da Economia de Portugal) |                         | 16 de maio de 1974      | 17 de julho de 1974     | ——      | ——                                                                                |
| –                                        | Serviços integrados no Ministério da Economia (ver: Lista de ministros da Economia de Portugal) |                         | 17 de julho de 1974     | 26 de março de 1975     | ——      | ——                                                                                |
| #                                        | Ministro da Agricultura e Pescas (Nascimento–Morte) | Retrato                 | Início do mandato       | Fim do mandato          | Governo | Governo                                                                           |
| 46                                       | Fernando de Oliveira Baptista (1942–) |                         | 26 de março de 1975     | 19 de setembro de 1975  |         | IV Prov. Gonçalves                                                                |
| 46                                       | Fernando de Oliveira Baptista (1942–) | V Prov. Gonçalves       | 26 de março de 1975     | 19 de setembro de 1975  |         |                                                                                   |
| 47                                       | António Poppe Lopes Cardoso (1933–2000) |                         | 19 de setembro de 1975  | 23 de julho de 1976     |         | VI Prov. Pinheiro de Azevedo                                                      |
| Governos Constitucionais (1976-Presente) | |                         |                         |                         |         |                                                                                   |
| –                                        | António Poppe Lopes Cardoso (continuação) (1933–2000) |                         | 23 de julho de 1976     | 5 de novembro de 1976   |         | I Soares                                                                          |
| 48                                       | António Miguel de Morais Barreto (1942–) |                         | 5 de novembro de 1976   | 30 de janeiro de 1978   |         | I Soares                                                                          |
| 49                                       | Luís Silvério Gonçalves Saias (1924–2023) |                         | 30 de janeiro de 1978   | 29 de agosto de 1978    |         | II Soares                                                                         |
| 50                                       | Apolinário José Barbosa da Cruz Vaz Portugal (1930–2008) |                         | 29 de agosto de 1978    | 1 de agosto de 1979     |         | III Nobre da Costa                                                                |
| 50                                       | Apolinário José Barbosa da Cruz Vaz Portugal (1930–2008) | IV Mota Pinto           | 29 de agosto de 1978    | 1 de agosto de 1979     |         |                                                                                   |
| 51                                       | Joaquim da Silva Lourenço (1933–) |                         | 1 de agosto de 1979     | 3 de janeiro de 1980    |         | V Pintasilgo                                                                      |
| 52                                       | António José Baptista Cardoso e Cunha (1934–2021) |                         | 3 de janeiro de 1980    | 3 de setembro de 1981   |         | VI Sá Carneiro (até 4 dez. 1980) Freitas do Amaral (desde 4 dez. 1980) (interino) |
| 52                                       | António José Baptista Cardoso e Cunha (1934–2021) | VII Pinto Balsemão      | 3 de janeiro de 1980    | 3 de setembro de 1981   |         |                                                                                   |
| #                                        | Ministro da Agricultura, Comércio e Pescas (Nascimento–Morte) | Retrato                 | Início do mandato       | Fim do mandato          | Governo | Governo                                                                           |
| 53                                       | Basílio Adolfo Mendonça Horta da França (1943–) |                         | 4 de setembro de 1981   | 9 de junho de 1983      |         | VIII Pinto Balsemão                                                               |
| #                                        | Ministro da Agricultura, Florestas e Alimentação (Nascimento–Morte) | Retrato                 | Início do mandato       | Fim do mandato          | Governo | Governo                                                                           |
| 54                                       | Manuel José Dias Soares Costa (1933–2021) |                         | 9 de junho de 1983      | 17 de outubro de 1984   |         | IX Soares                                                                         |
| #                                        | Ministro da Agricultura (Nascimento–Morte) | Retrato                 | Início do mandato       | Fim do mandato          |         | IX Soares                                                                         |
| 55                                       | Álvaro Roque de Pinho de Bissaia Barreto (1936–2020) |                         | 17 de outubro de 1984   | 6 de novembro de 1985   |         | IX Soares                                                                         |
| #                                        | Ministro da Agricultura, Pescas e Alimentação (Nascimento–Morte) | Retrato                 | Início do mandato       | Fim do mandato          | Governo | Governo                                                                           |
| –                                        | Álvaro Roque de Pinho de Bissaia Barreto (continuação) (1936–2020) |                         | 6 de novembro de 1985   | 5 de janeiro de 1990    |         | X Cavaco Silva                                                                    |
| –                                        | Álvaro Roque de Pinho de Bissaia Barreto (continuação) (1936–2020) | XI Cavaco Silva         | 6 de novembro de 1985   | 5 de janeiro de 1990    |         |                                                                                   |
| 56                                       | Arlindo Marques da Cunha (1950–) |                         | 5 de janeiro de 1990    | 31 de outubro de 1991   |         |                                                                                   |
| #                                        | Ministro da Agricultura (Nascimento–Morte) | Retrato                 | Início do mandato       | Fim do mandato          | Governo | Governo                                                                           |
| –                                        | Arlindo Marques da Cunha (continuação) (1950–) |                         | 31 de outubro de 1991   | 21 de maio de 1994      |         | XII Cavaco Silva                                                                  |
| 57                                       | António Baptista Duarte Silva (1941–2011) |                         | 21 de maio de 1994      | 28 de outubro de 1995   |         | XII Cavaco Silva                                                                  |
| #                                        | Ministro da Agricultura, do Desenvolvimento Rural e das Pescas (Nascimento–Morte) | Retrato                 | Início do mandato       | Fim do mandato          | Governo | Governo                                                                           |
| 58                                       | Fernando Manuel van Zeller Gomes da Silva (1938–) |                         | 28 de outubro de 1995   | 3 de outubro de 1998    |         | XIII Guterres                                                                     |
| 59                                       | Luís Manuel Capoulas Santos (1951–) |                         | 3 de outubro de 1998    | 6 de abril de 2002      |         | XIII Guterres                                                                     |
| 59                                       | Luís Manuel Capoulas Santos (1951–) | XIV Guterres            | 3 de outubro de 1998    | 6 de abril de 2002      |         |                                                                                   |
| 60                                       | Armando José Cordeiro Sevinate Pinto (1946–2015) |                         | 6 de abril de 2002      | 17 de julho de 2004     |         | XV Durão Barroso                                                                  |
| #                                        | Ministro da Agricultura, Pescas e Florestas (Nascimento–Morte) | Retrato                 | Início do mandato       | Fim do mandato          | Governo | Governo                                                                           |
| 61                                       | Carlos Henrique da Costa Neves (1954–) |                         | 17 de julho de 2004     | 12 de março de 2005     |         | XVI Santana Lopes                                                                 |
| #                                        | Ministro da Agricultura, do Desenvolvimento Rural e das Pescas (Nascimento–Morte) | Retrato                 | Início do mandato       | Fim do mandato          | Governo | Governo                                                                           |
| 62                                       | Jaime de Jesus Lopes Silva (1954–) |                         | 12 de março de 2005     | 26 de outubro de 2009   |         | XVII Sócrates                                                                     |
| 63                                       | António Manuel Soares Serrano (1965–) |                         | 26 de outubro de 2009   | 21 de junho de 2011     |         | XVIII Sócrates                                                                    |
| #                                        | Ministra da Agricultura, do Mar, do Ambiente e do Ordenamento do Território (Nascimento–Morte) | Retrato                 | Início do mandato       | Fim do mandato          | Governo | Governo                                                                           |
| 64                                       | Maria de Assunção Oliveira Cristas Machado da Graça (1974–) |                         | 21 de junho de 2011     | 24 de julho de 2013     |         | XIX Passos Coelho                                                                 |
| #                                        | Ministra da Agricultura e do Mar (Nascimento–Morte) | Retrato                 | Início do mandato       | Fim do mandato          | Governo | Governo                                                                           |
| –                                        | Maria de Assunção Oliveira Cristas Machado da Graça (continuação) (1974–) |                         | 24 de julho de 2013     | 26 de novembro de 2015  |         | XIX Passos Coelho                                                                 |
| –                                        | Maria de Assunção Oliveira Cristas Machado da Graça (continuação) (1974–) | XX Passos Coelho        | 24 de julho de 2013     | 26 de novembro de 2015  |         |                                                                                   |
| #                                        | Ministro da Agricultura, Florestas e Desenvolvimento Rural (Nascimento–Morte) | Retrato                 | Início do mandato       | Fim do mandato          | Governo | Governo                                                                           |
| 65                                       | Luís Manuel Capoulas Santos (2.ª vez) (1951–) |                         | 26 de novembro de 2015  | 26 de outubro de 2019   |         | XXI Costa                                                                         |
| #                                        | Ministro da Agricultura (Nascimento–Morte) | Retrato                 | Início do mandato       | Fim do mandato          | Governo | Governo                                                                           |
| 66                                       | Maria do Céu de Oliveira Antunes (1970–) |                         | 26 de outubro de 2019   | 30 de março de 2022     |         | XXII Costa                                                                        |
| #                                        | Ministro da Agricultura e da Alimentação (Nascimento–Morte) | Retrato                 | Início do mandato       | Fim do mandato          | Governo | Governo                                                                           |
| –                                        | Maria do Céu de Oliveira Antunes (continuação) (1970–) |                         | 30 de março de 2022     | 2 de abril de 2024      |         | XXIII Costa                                                                       |
| #                                        | Ministro da Agricultura e Pescas (Nascimento–Morte) | Retrato                 | Início do mandato       | Fim do mandato          | Governo | Governo                                                                           |
| 67                                       | José Manuel Ferreira Fernandes (1967–) |                         | 2 de abril de 2024      | 5 de junho de 2025      |         | XXIV Montenegro                                                                   |
| #                                        | Ministro da Agricultura e Mar (Nascimento–Morte) | Retrato                 | Início do mandato       | Fim do mandato          | Governo | Governo                                                                           |
| –                                        | José Manuel Ferreira Fernandes (continuação) (1967–) |                         | 5 de junho de 2025      | presente                |         | XXV Montenegro                                                                    |

### Lista de ministros da Agricultura vivos
| Nome                    | Mandato(s)           | Idade                                         |
| ----------------------- | -------------------- | --------------------------------------------- |
| Fernando Baptista       | 1975                 | 83 anos e 53 dias                             |
| António Barreto         | 1976–1978            | 82 anos e 217 dias                            |
| Joaquim Lourenço        | 1979–1980            | Entre 92 anos e 154 dias e 91 anos e 155 dias |
| Basílio Horta           | 1981–1983            | 81 anos e 200 dias                            |
| Arlindo da Cunha        | 1990–1994            | 74 anos e 201 dias                            |
| Fernando Gomes da Silva | 1995–1998            | 86 anos e 319 dias                            |
| Luís Capoulas Santos    | 1998–2002; 2015–2019 | 73 anos e 286 dias                            |
| Carlos Costa Neves      | 2004–2005            | 70 anos e 353 dias                            |
| Jaime Silva             | 2005–2009            | 71 anos e 103 dias                            |
| António Serrano         | 2009–2011            | 60 anos e 139 dias                            |
| Assunção Cristas        | 2011–2015            | 50 anos e 249 dias                            |
| Maria do Céu Antunes    | 2019–2024            | 54 anos e 329 dias                            |
| José Manuel Fernandes   | 2024–                | 57 anos e 313 dias                            |